# Crawfurdia trinervis
Crawfurdia trinervis är en gentianaväxtart som först beskrevs av Carl Ludwig von Blume, och fick sitt nu gällande namn av Dietr.. Crawfurdia trinervis ingår i släktet Crawfurdia och familjen gentianaväxter. Inga underarter finns listade i Catalogue of Life.